# Савчук Любомир Олексійович
Любомир Олексійович Савчук — лейтенант, військовослужбовець 24ОМБр. Нагороджений орденом «Богдана Хмельницького» III ступеня (посмертно) 

## Життєпис
Закінчив Львівський національний університет імені Івана Франка. Останні три роки працював слідчим у територіальному управлінні ДБР у Львівській області. У вільний час любив грати у футбол, був у команді «Інкогніто» воротарем. Брав участь в АТО на Донбасі.
Під час повномасштабного російського вторгнення Любомир знову став у стрій, щоб захищати Україну. Командував взводом у 24-й окремій механізованій бригаді імені короля Данила. Разом із підрозділом знищував окупантів на Луганщині.
Загинув 9 травня 2022 року під Попасною біля Золотого на Луганщині від артобстрілу .